# Mar'jan Faryna
Mar'jan Ivanovyč Faryna (in ucraino Мар'ян Іванович Фарина?; Kam'jane, 18 agosto 2003) è un calciatore ucraino, difensore dello Šachtar.

## Carriera

### Club
Faryna è cresciuto nel settore giovanile dello Šachtar, con cui ha debuttato il 4 giugno 2023 giocando titolare l'incontro di Prem"jer-liha perso 2-1 contro il Vorskla. Il 1º settembre seguente è stato ceduto in prestito per una stagione al Metalist 1925 dove ha trascorso una stagione da titolare segnando anche il suo primo gol in carriera contro il Vorskla.

### Nazionale
Ha giocato con le nazionali giovanili ucraine Under-19, Under-21 ed Under-23.
Il 6 maggio 2024 è stato incluso nella lista preliminare della nazionale olimpica ucraina per disputare le Olimpiadi di Parigi, ma in seguito è stato escluso dalla lista definitiva.

## Statistiche

### Presenze e reti nei club
Statistiche aggiornate all'8 dicembre 2024.
| Stagione        | Squadra         | Campionato      | Campionato | Campionato | Coppe nazionali | Coppe nazionali | Coppe nazionali | Coppe continentali | Coppe continentali | Coppe continentali | Altre coppe | Altre coppe | Altre coppe | Totale | Totale | Totale |
| Stagione        | Squadra         | Comp            | Pres       | Reti       | Comp            | Pres            | Reti            | Comp               | Pres               | Reti               | Comp        | Pres        | Reti        | Pres   | Reti   |        |
| --------------- | --------------- | --------------- | ---------- | ---------- | --------------- | --------------- | --------------- | ------------------ | ------------------ | ------------------ | ----------- | ----------- | ----------- | ------ | ------ | ------ |
| 2022-2023       | Šachtar         | PL              | 1          | 0          | -               | -               | -               | UCL+UEL            | 0                  | 0                  | -           | -           | -           | 1      | 0      |        |
| ago. 2023       | Šachtar         | PL              | 1          | 0          | CU              | 0               | 0               | -                  | -                  | -                  | -           | -           | -           | 1      | 0      |        |
| 2023-2024       | Metalist 1925   | PL              | 22         | 1          | CU              | 1               | 0               | -                  | -                  | -                  | -           | -           | -           | 23     | 1      |        |
| 2024-2025       | Šachtar         | PL              | 1          | 0          | CU              | 0               | 0               | UCL                | 0                  | 0                  | -           | -           | -           | 1      | 0      |        |
| Totale Šachtar  | Totale Šachtar  | Totale Šachtar  | 3          | 0          |                 | 0               | 0               |                    | 0                  | 0                  |             | -           | -           | 3      | 0      |        |
| Totale carriera | Totale carriera | Totale carriera | 25         | 1          |                 | 1               | 0               |                    | 0                  | 0                  |             | -           | -           | 26     | 1      |        |

## Palmarès

### Club

#### Competizioni nazionali
- Campionato ucraino: 1

Šachtar: 2022-2023
- Coppa d'Ucraina: 1

Šachtar: 2024-2025